# Окур (Па де Кале)
Окур (фр. Haucourt) је насеље и општина у североисточној Француској у региону Север-Па д Кале, у департману Па де Кале која припада префектури Арас.
По подацима из 2011. године у општини је живело 257 становника, а густина насељености је износила 42,41 становника/km². Општина се простире на површини од 6,06 km². Налази се на средњој надморској висини од 50 метара (максималној 86 m, а минималној 48 m).

## Демографија
| 1962. | 1968. | 1975. | 1982. | 1990. | 1999. | 2011. |
| ----- | ----- | ----- | ----- | ----- | ----- | ----- |
| 193   | 197   | 169   | 196   | 233   | 240   | 257   |

График промене броја становника у току последњих година